# Épiphyte
Ne doit pas être confondu avec épiphytie.

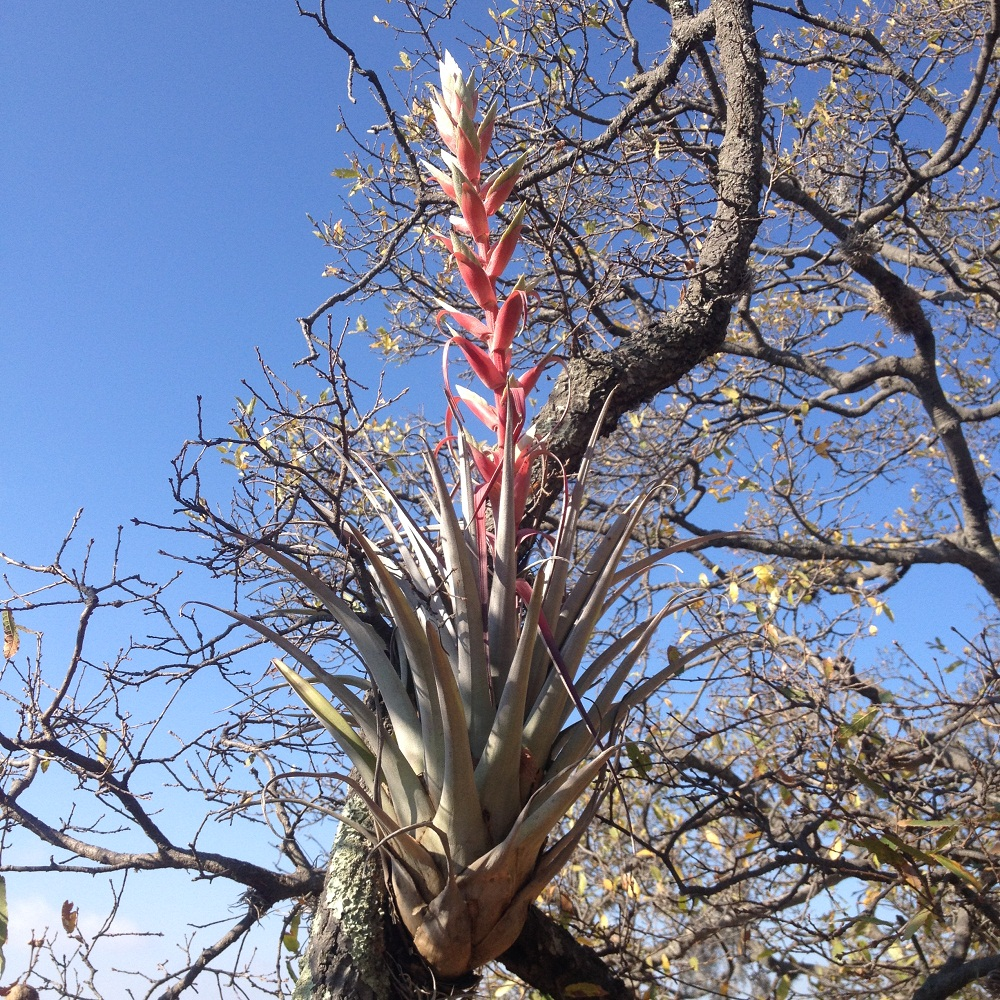
Une plante épiphyte (Tillandsia sp.) poussant sur un chêne (Quercus sp), au Mexique.

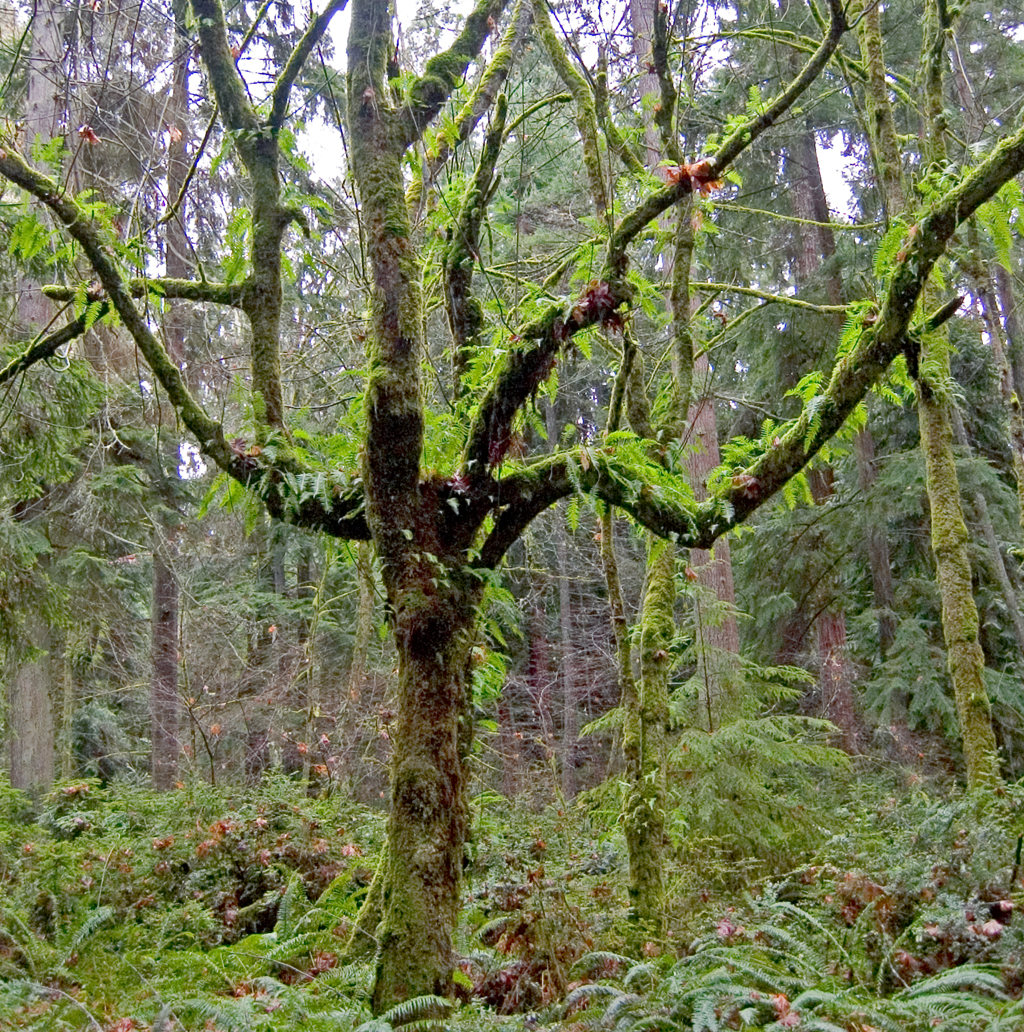
Arbre (Acer macrophyllum) colonisé par des épiphytes, à Tacoma (USA).

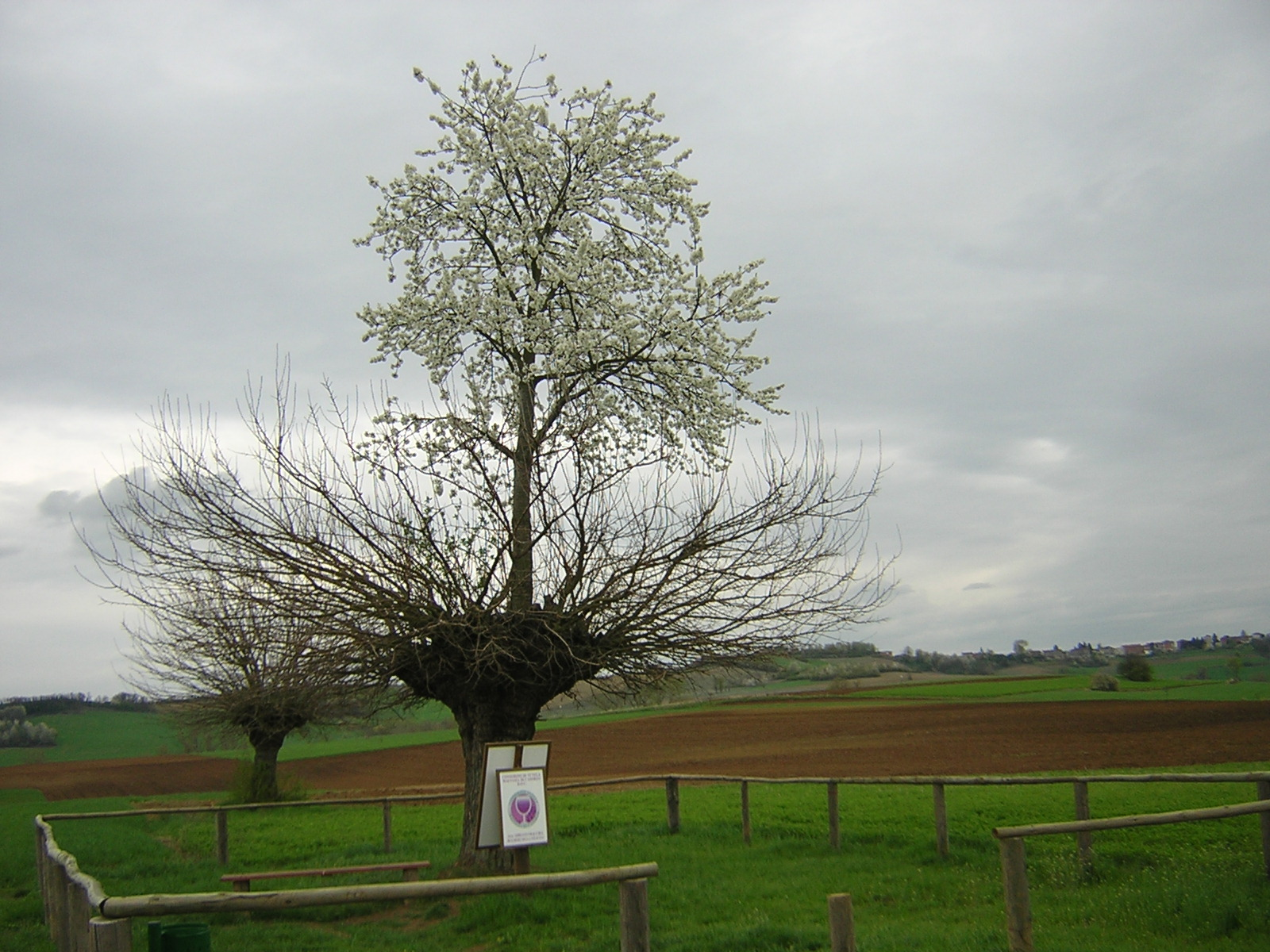
Le bialbero di Casorzo, un cerisier épiphyte d'un mûrier.

Les épiphytes  sont des organismes (plantes, champignons lichénisés, algues, bactéries) qui poussent en se servant d'autres plantes comme support (corticole, épiphylle, etc). Il ne s'agit généralement pas de parasites car la plupart des organismes impliqués dans une épibiose ne prélèvent rien au détriment de leur hôte.
Les épiphytes sont des organismes autotrophes photosynthétiques ; ils sont capables d'absorber l'humidité de l'air et trouvent les sels minéraux, partiellement dans l'humus qui peut se former à la base des branches, et pour une autre partie dans les particules et gaz, absorbés ou solubilisés dans l'eau de la pluie et des rosées. Ce type de plantes est particulièrement bien représenté chez les ptéridophytes, les orchidées, les broméliacées, les aracées, les pipéracées et les bégoniacées. Sous l'eau, les organismes vivant en se fixant à la surface de plantes aquatiques forment l'épiphyton. La biomasse d'épiphyton varie selon la teneur de l'eau en nutriments, la luminosité, la profondeur, la disponibilité en plantes support, etc..
On les rencontre surtout dans la zone intertropicale, et plus particulièrement dans les forêts ombrophiles. Certains arbres, à l'écorce lisse ou phytotoxique, ou se desquamant régulièrement, sont exempts ou presque dépourvus d'épiphytes.
En zone tempérée, la présence et la diversité de lichens épiphytes sont considérées comme des bioindicateurs de la qualité de l'air et de l'environnement.
L’épiphytisme désigne l'ensemble des caractères d'un taxon rendant possible sa vie en épiphyte.

## Étymologie
Le terme épiphyte vient du grec ἐπί / epí, « sur » et de φυτόν / phutón, « végétal » ; littéralement « à la surface d'un végétal ».

## Écosystèmes suspendus
Les plantes et organismes épiphytes contribuent à la complexification naturelle des écotones, multipliant ainsi l'offre en micro-habitats sur un arbre, sur un tronc ou dans l'écosystème.
Plusieurs épiphytes peuvent successivement pousser les uns sur les autres et accumuler de l'eau au point où, dans les forêts tropicales pluvieuses, des branches se brisent, cédant sous le poids de plusieurs tonnes d'eau accumulée dans les mousses et les broméliacées.
Des écosystèmes suspendus complexes se constituent ainsi au fil du temps. Sous les tropiques, certains invertébrés et de nombreux amphibiens peuvent y passer toute leur vie, et pendant plusieurs générations, sans jamais descendre au sol, en buvant et pondant leurs œufs dans l'eau accumulée dans les phytotelmes des broméliacées.

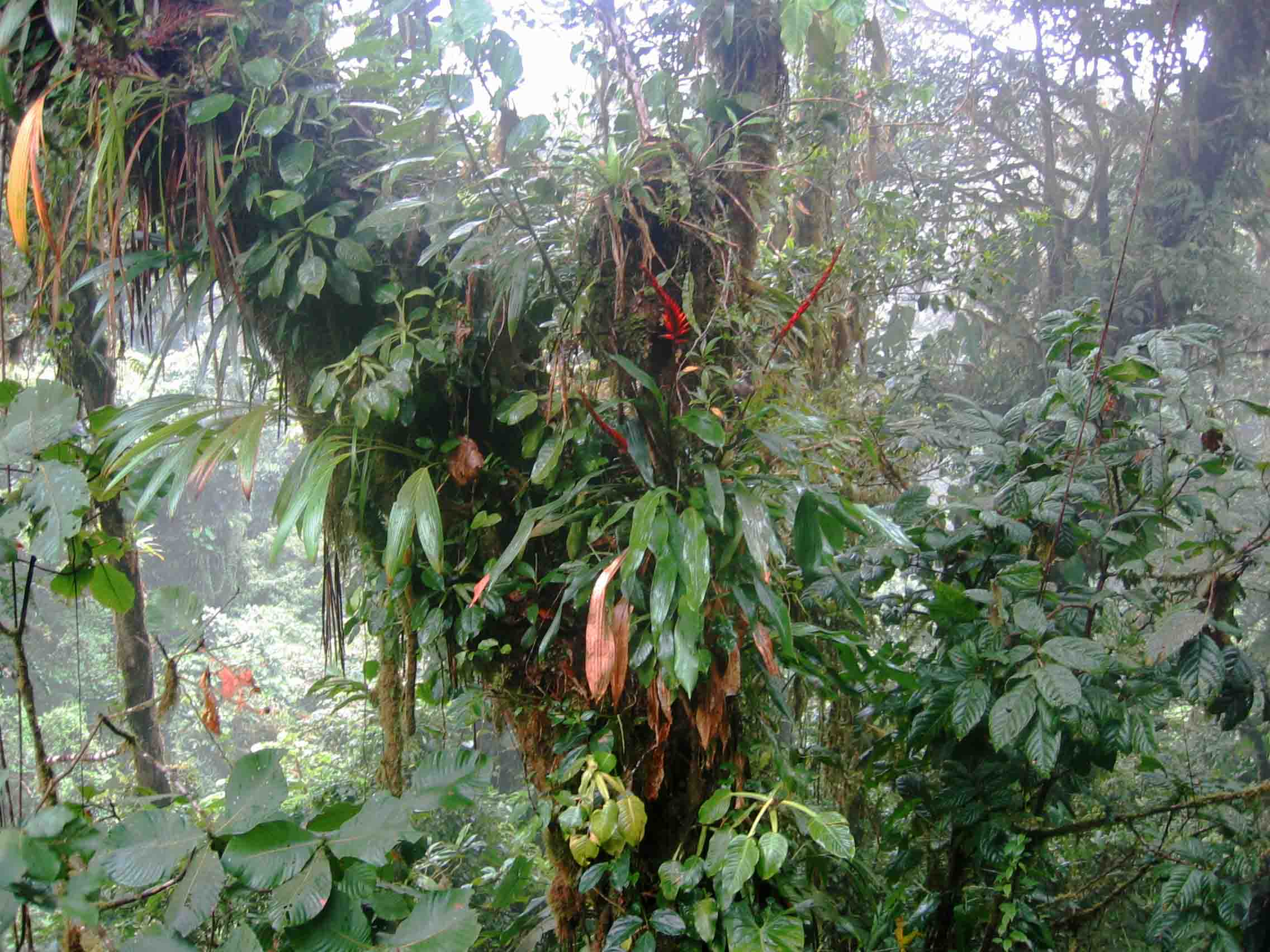
Plantes épiphytes diverses à Santa Elena au Costa Rica.
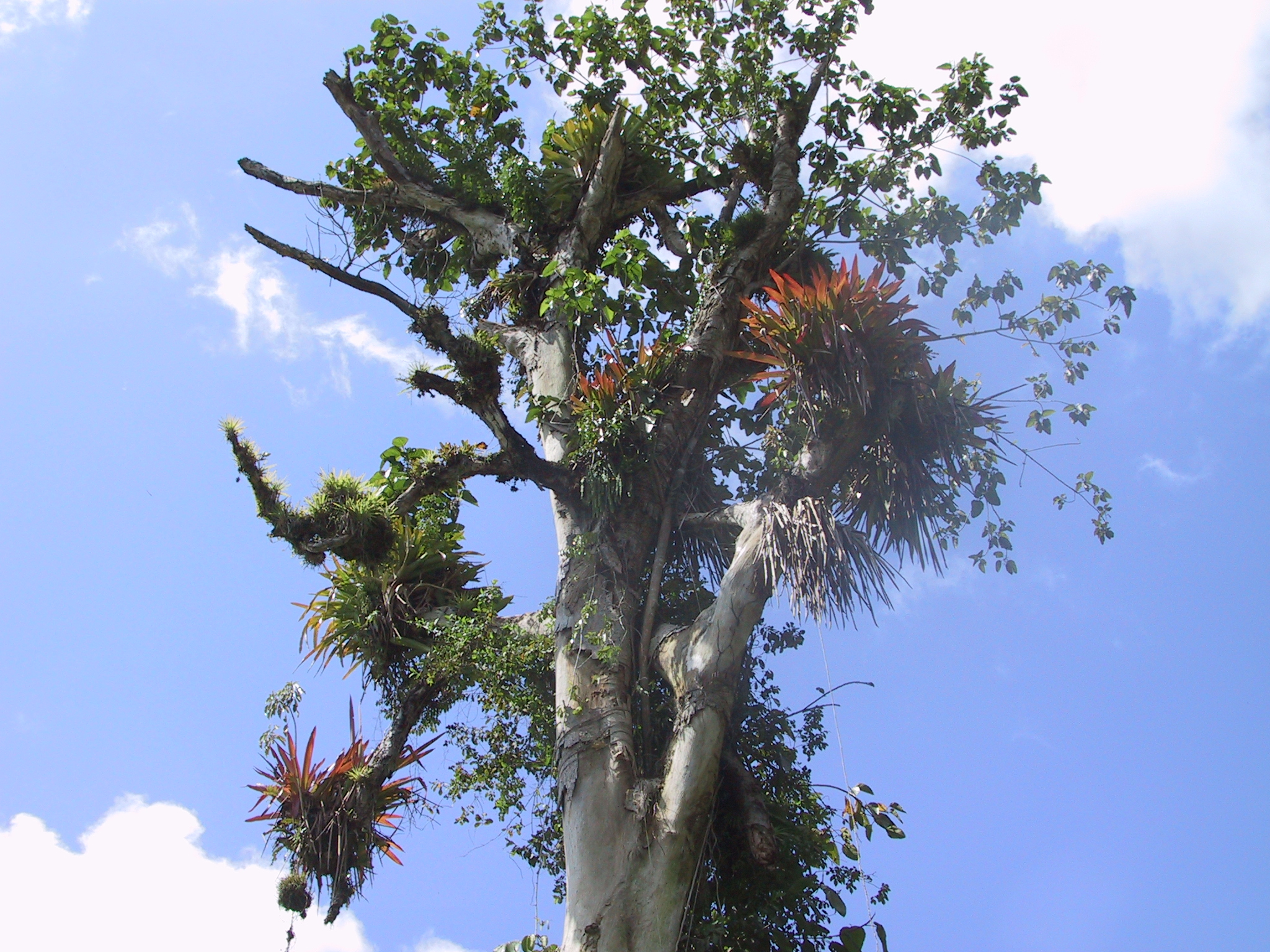
En zone tropicale, les troncs morts ou sénescents peuvent encore supporter une flore qui abrite de nombreux invertébrés (ici broméliacées au Costa Rica, côté Atlantique).
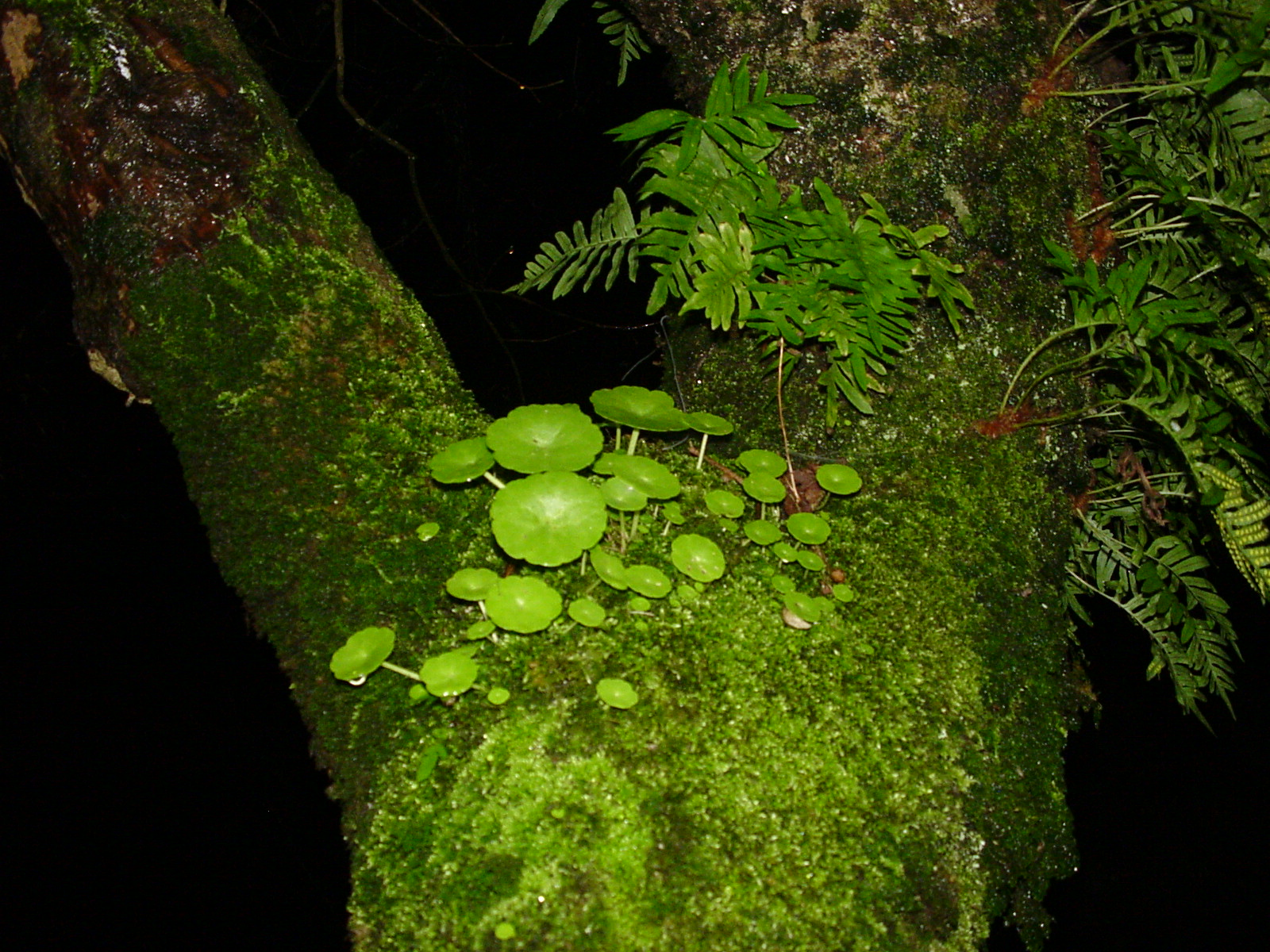
La flore épiphyte d'Auray (France) est riche. Elle est proche de celle qu'on trouve sur les murs à proximité, qui bénéficient eux-aussi du climat océanique et d'une hygrométrie souvent élevée.
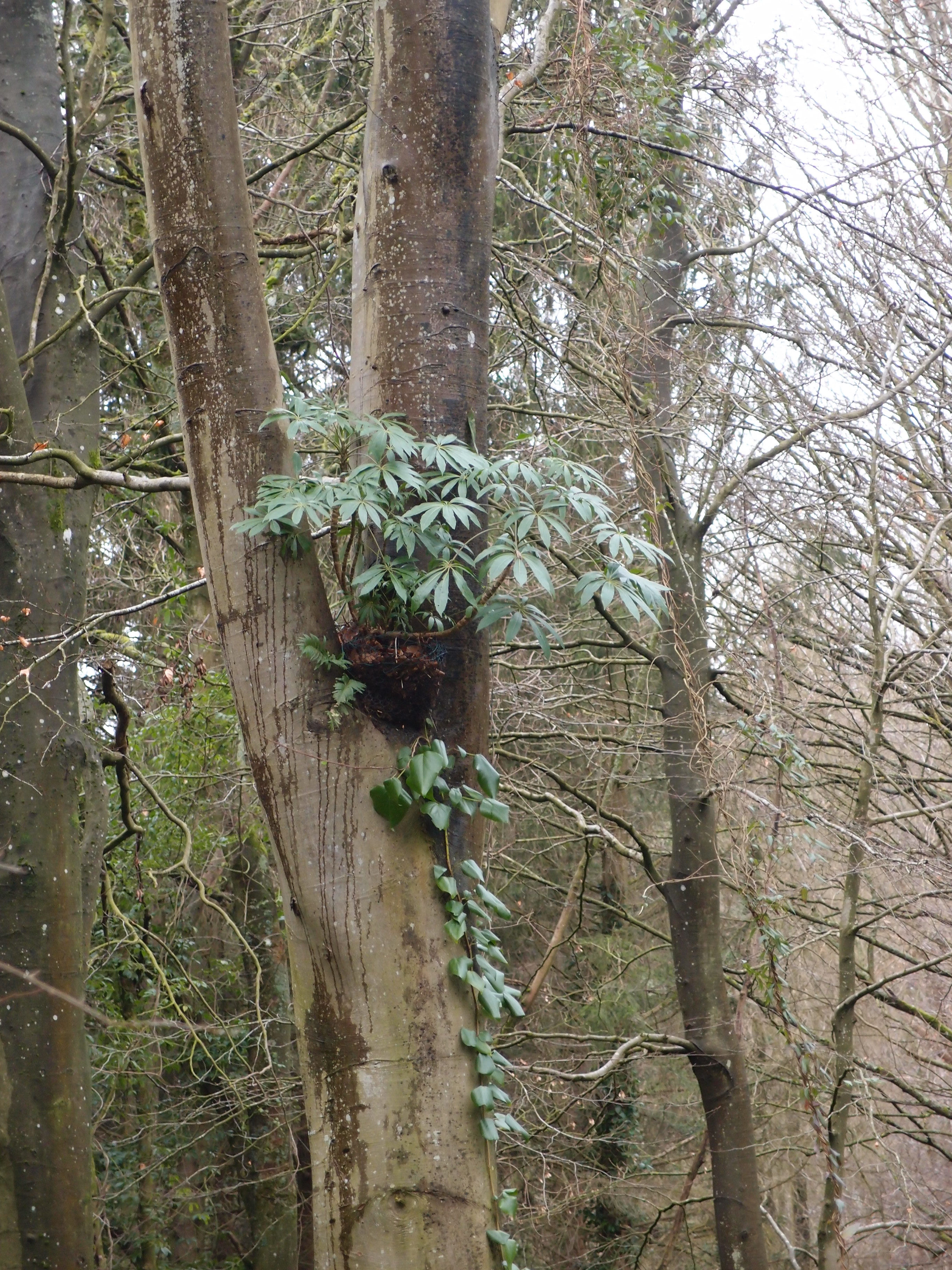
Heptapleurum taiwanianum en épiphyte au jardin jungle
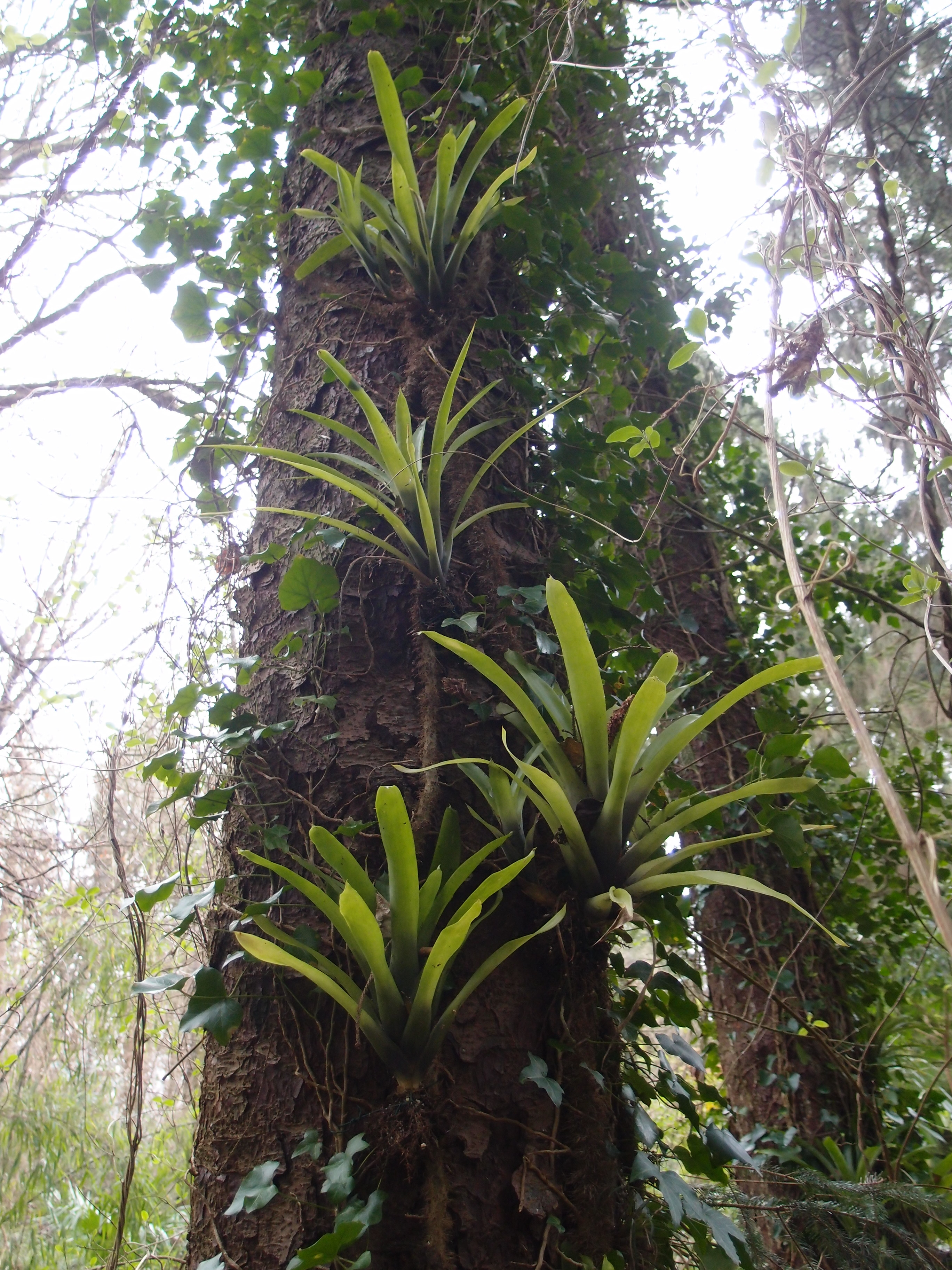
Aechmea au jardin jungle en épiphyte

## Écosystèmes aquatiques
Sous la mer, des communautés spécifiques d'épiphytes existent sur les frondes d'algues géantes des forêts de kelp, ou encore par exemple sur les feuilles et rhizomes d'herbiers marins mais aussi ou sur les zostères de la zone intertidale. Elles varient selon le degré d'eutrophisation du milieu.
Dans les espaces restreints, en aquariophilie notamment, en raison d'une eutrophisation rapide du milieu, les algues et bactéries épiphytes peuvent produire des tapis envahissants sur les plantes aquatiques.

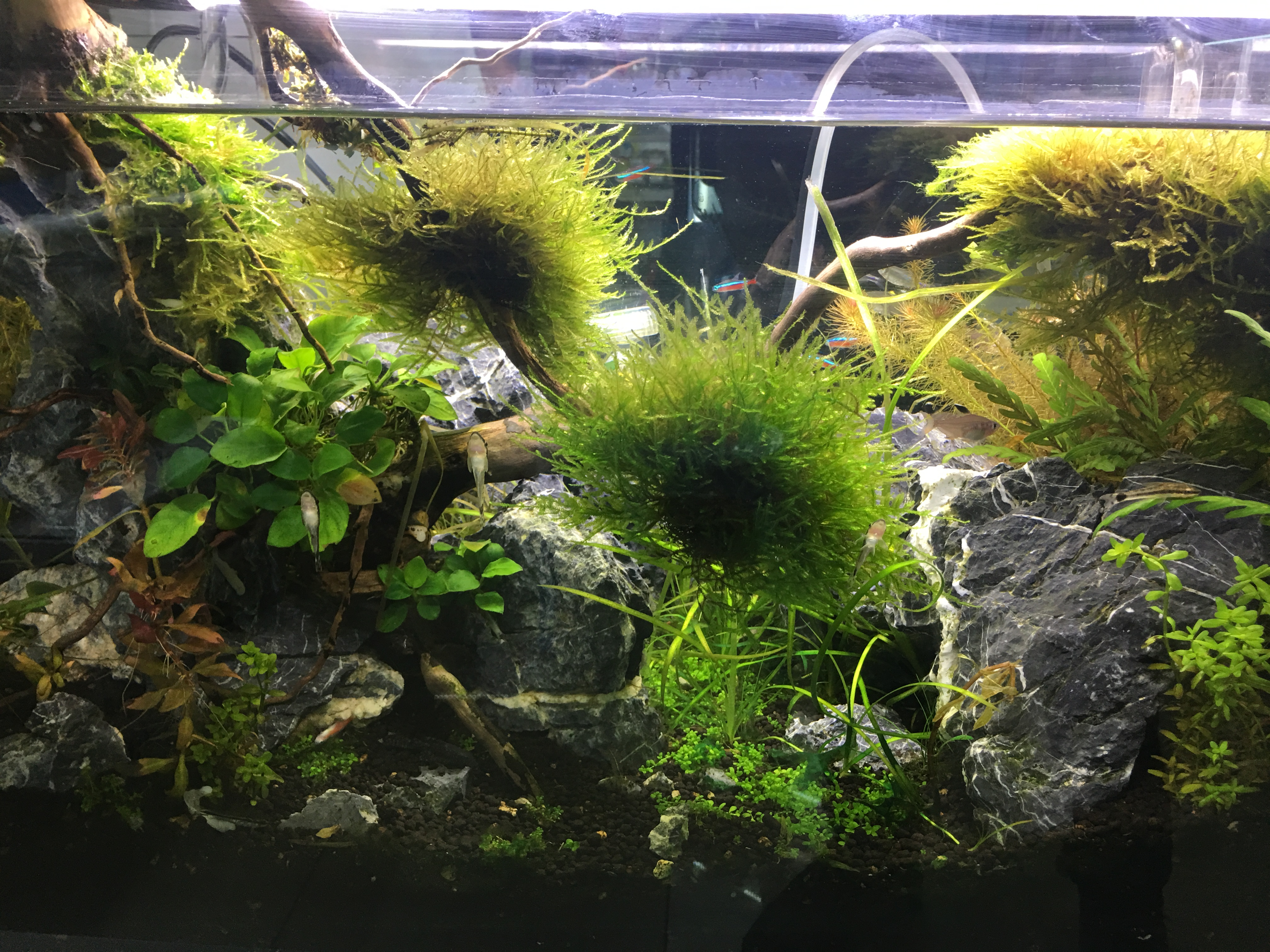
Épiphytes en aquarium d'eau douce.
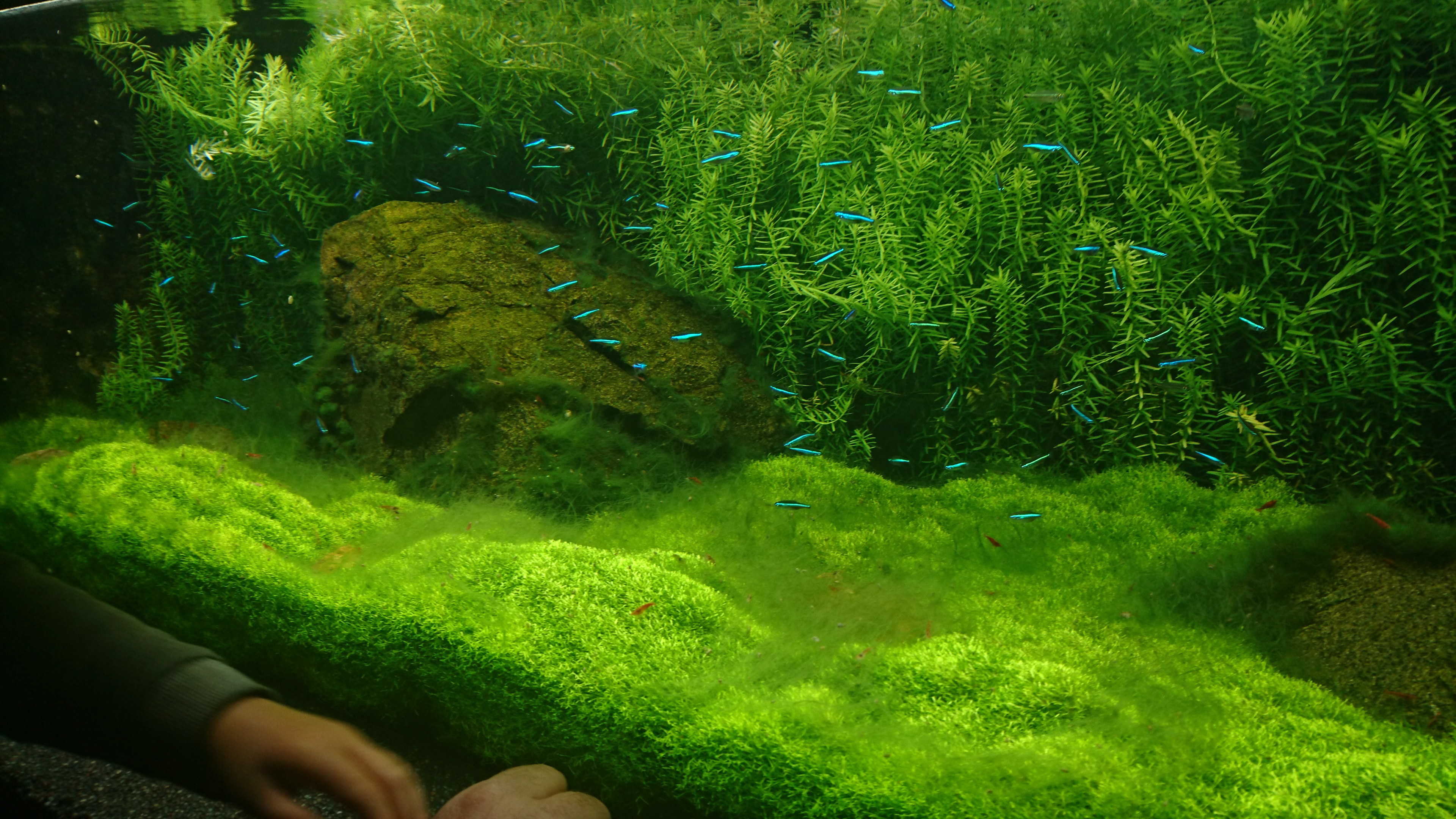
Aquarium couvert de plantes.

## Exemples de plantes épiphytes

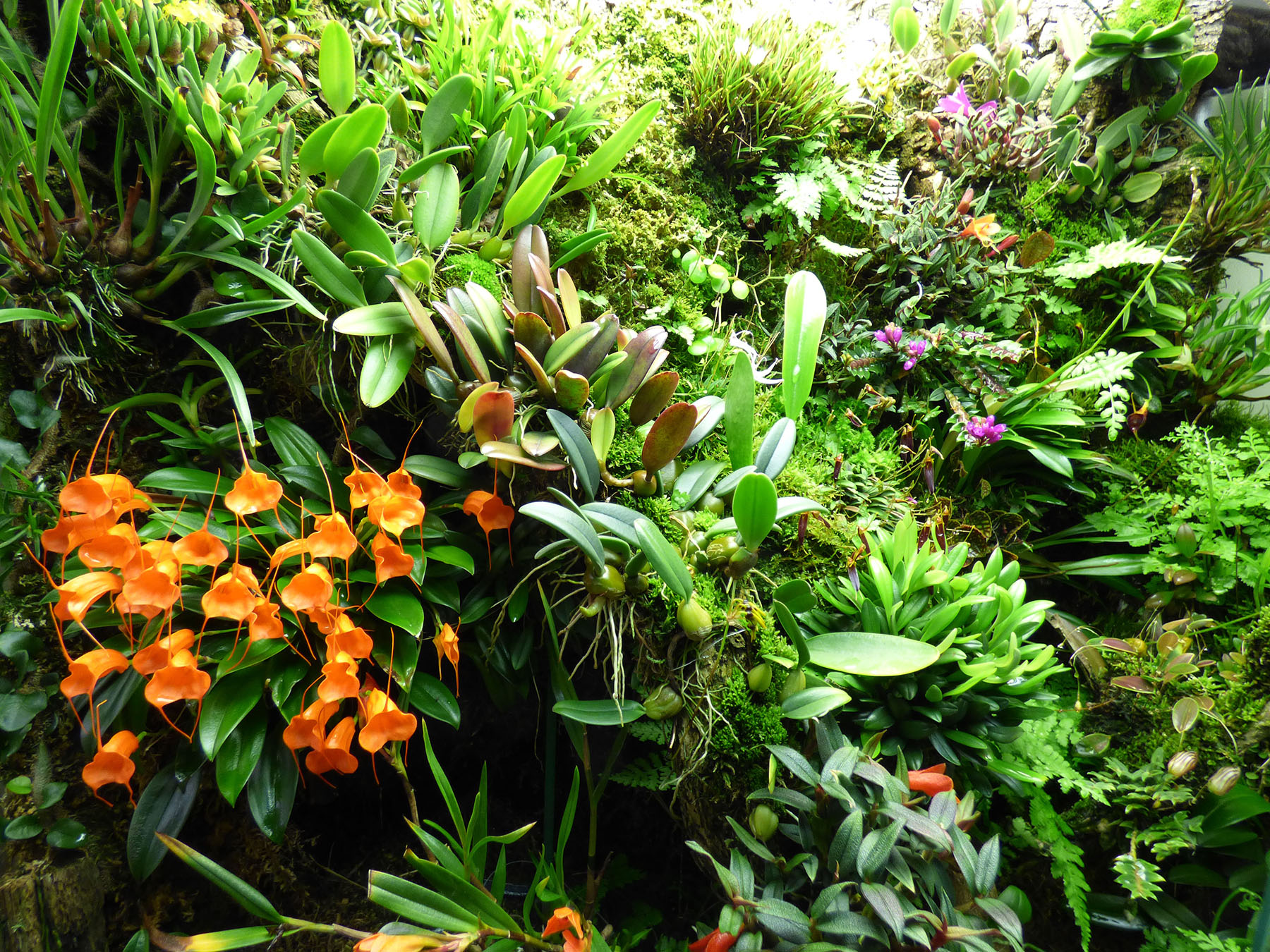
Orchidées

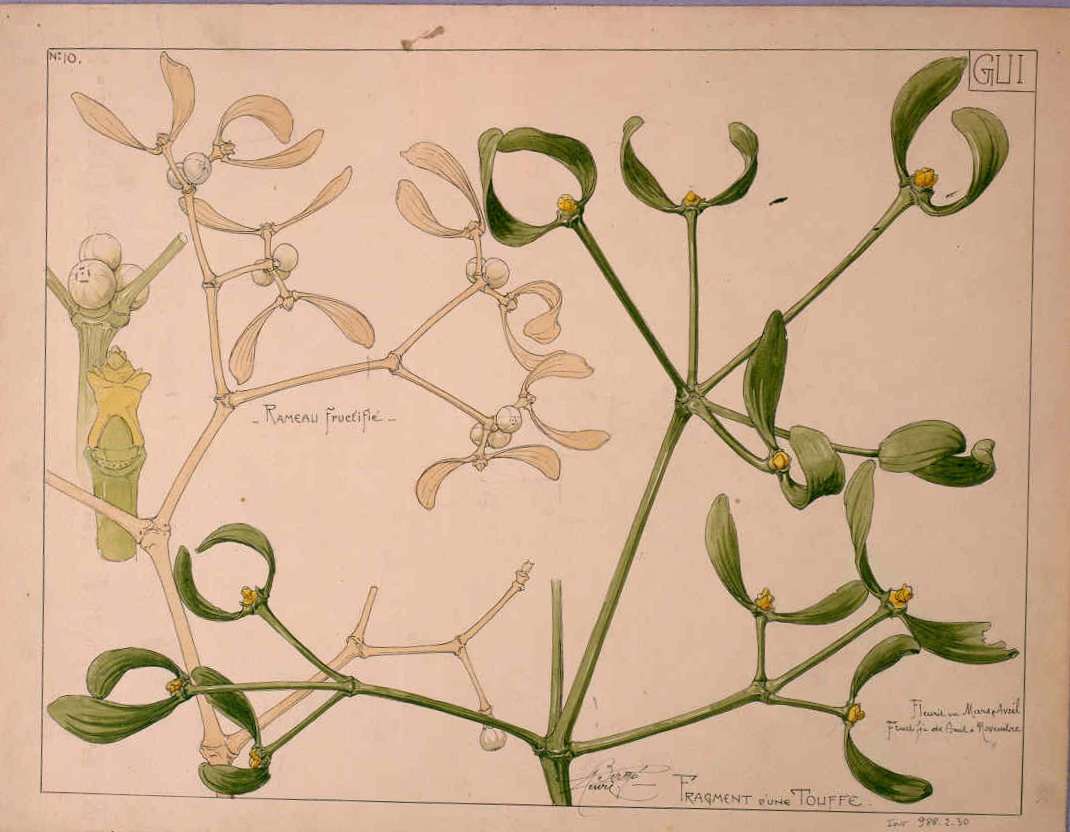
Gui, début du XXe siècle, Henri Bergé, musée de l'Ecole de Nancy.

- algues (éventuellement associées à des champignons, formant alors des lichens)
- mousses
- polypodiacées
- orchidacées
- broméliacées
- aracées
- certaines cactacées des genres Epiphyllum, Schlumbergera, Disocactus
- bégoniacées
- moracées
- éricacées
- gesnériacées
- pipéracées
- asclépiadacées
- le gui

Remarque: certaines plantes, comme les Moracées, ont une première phase épiphyte, avant d'envoyer vers le sol des tiges aériennes qui s'enracineront ; ce mode de croissance est dit hémi-épiphyte. Il en est de même pour certaines aracées qui germent au sol, puis continuent leur croissance sur un support (tronc, rocher...) pour finir leur vie en épiphyte au sens strict, leur partie terrestre se désagrégeant au profit de leur partie aérienne.

## Les épiphytes et les humains

### Intérêt historique et patrimonial
Les épiphytes conservés sur des bois ou arbres très anciens utilisés en charpentes de toitures ou conservés depuis l’époque pré-industrielle ont une réelle valeur archéologique et pour l’écologie rétrospective, en particulier les lichens dont certaines espèces (ex : Pertusaria dont Pertusaria leioplaca), ont une croissance très lente et vivent très longtemps (décennies à siècles) puis peuvent avoir été conservés desséchés durant encore des siècles ou décennies.

### Épiphytes et rendement des arbres cultivés
La plupart des épiphytes ne sont pas une gêne pour les arbres-supports, même s'il existe des parasites comme le gui ou des plantes étrangleuses comme les célèbres figuiers étrangleurs (des hémi-épiphytes en réalité puisque leurs racines finissent par devenir autoportantes).
Ainsi le lierre fait partie de l’écosystème de nombreuses forêts de zone tempérée, et on a récemment montré que les épiphytes n’améliorent ni ne diminuent le rendement des cacaoyers (dont la fève pousse sur le tronc). En effet l'effet délétère de la captation par le lierre de ressources hydriques et lumineuses est compensé par les effets positifs du tampon thermo-hygrométrique sur le microclimat qui, en dynamisant l'action des pollinisateurs, induit une biodiversité favorable à la résilience des arbres et de la forêt.

## Statut de conservation

### Menaces
Nombre d'épiphytes semblent pouvoir être menacées par les pesticides ou pollutions acides, et plus directement encore par les coupes rases ou des éclaircies trop « dures », par le rajeunissement excessif des forêts (et généralement conjointement par la raréfaction des très grands arbres anciens dominants et émergents au-dessus de la canopée, y compris en forêt tempérée pluvieuse comme on l'a montré au Chili).
La fragmentation forestière, mais aussi le dérèglement climatique sont d'autres facteurs de menace et en particulier quand ils contribuent à assécher le microclimat forestier, par exemple en forêts feuillues sempervirente humides de montagne selon une expérience conduite en 2012 dans le sud-ouest de la Chine.

### Gestion écologique, renaturation
Quelques expériences (dont en chênaies de zone tempérée) ont montré qu'une gestion restauratoire de la forêt par coupe sélective orientée vers la conservation des arbres les plus riches en épiphytes patrimoniaux et/ou menacés permet d'une part d'augmenter dans ces arbres la densité des espèces en question, tant pour les lichens que les bryophytes, et au profit de la conservation, mais aussi de favoriser une recolonisation des autres arbres de la parcelle ou d'arbres proches (à une vitesse qui peut dépasser 60 m en 8 ans).